# Мацыгин, Пётр Иванович
Пётр Иванович Мацыгин (1921—1986) — подполковник Советской Армии, участник Великой Отечественной войны, Герой Советского Союза (1944).

## Биография
Пётр Мацыгин родился 22 июля 1921 года в селе Масловка (ныне — Тамалинского района Пензенской области). Окончил десять классов школы. В 1939 году Мацыгин был призван на службу в Рабоче-крестьянскую Красную Армию. В 1941 году он окончил Одесское пехотное училище. С июня того же года — на фронтах Великой Отечественной войны.
К декабрю 1943 года старший лейтенант Пётр Мацыгин командовал батальоном 197-го стрелкового полка 99-й стрелковой дивизии 1-й гвардейской армии 1-го Украинского фронта. Отличился во время освобождения Житомирской области Украинской ССР. 24 декабря 1943 года в бою в районе села Гута-Забелоцкая Радомышльского района батальон Мацыгина успешно прорвал немецкую оборону и, преследуя отступающего противника, первым ворвался в пригород Житомира, где отразил несколько контратак, продержавшись до подхода основных сил.
Указом Президиума Верховного Совета СССР от 10 января 1944 года старший лейтенант Пётр Мацыгин был удостоен высокого звания Героя Советского Союза с вручением ордена Ленина и медали «Золотая Звезда».
В 1946 году в звании майора Мацыгин был уволен в запас. Проживал и работал в Бийске. Скончался 20 января 1986 года.
Был также награждён орденом Отечественной войны 1-й степени и рядом медалей.

## Увековечение памяти
Бюст П. И. Мацыгина установлен в посёлке Тамала на Аллее Героев у мемориала жителям Тамалинского района Пензенской области — участникам Великой Отечественной войны.